# Baliuag

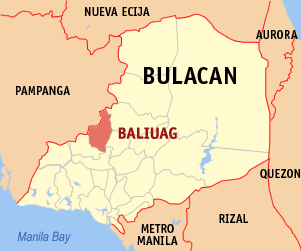
Baliwags läge i Bulacan

Baliwag är en ort i Filippinerna som är belägen i provinsen Bulacan i regionen Centrala Luzon. Den hade 136 982 invånare vid folkräkningen 2007. Baliwag räknas officiellt inte som stad utan är en kommun. Kommunen är indelad i 27 smådistrikt, barangayer, varav samtliga är klassificerade som urbana.